# Susanne Storm
Susanne Storm (født 14. maj 1970) er en dansk skuespillerinde. Storm blev uddannet ved Statens Teaterskole i 1998.
Hun har optrådt ved flere teatre, bl.a. Det Kongelige Teater og Rialto Teatret. Storm er kendt for sin medvirken som birolle i flere spillefilm samt enkelte kortfilm og en række tv-serier. En af Storms biroller er som psykologen Helene Fenger i DR-dramaserien Rejseholdet. Hun er også kendt som Hanne Skovgaard i TV3-serien 2900 Happiness. Storm medvirkede i dogmefilmen Mifunes sidste sang.

## Udvalgt filmografi

### Film
| År   | Titel               | Rolle                   | Noter                                     |
| ---- | ------------------- | ----------------------- | ----------------------------------------- |
| 1979 | Krigernes børn      | Ilni                    |                                           |
| 1996 | Den attende         | Escortpige              |                                           |
| 1998 | Laslos tema         |                         | Kortfilm                                  |
| 1999 | Mifunes sidste sang | Den prostituerede Hanne |                                           |
| 2004 | Hannah Wolfe        | Pige i receptionen      |                                           |
| 2004 | Lauges kat          | Lauges mor              | Kortfilm                                  |
| 2005 | Allegro             | Mor til dreng           |                                           |
| 2005 | Af banen!           | Malene                  |                                           |
| 2005 | Springet            | Ruth                    |                                           |
| 2005 | Veninder            | Line                    | Dokumentarfilm                            |
| 2012 | You & Me Forever    | Lauras mor, Carina      |                                           |
| 2014 | Klumpfisken         | Biologen Gerd           | Bodilprisen for bedste kvindelige birolle |
| 2016 | En to tre nu        | Cecilies mor, Lise      |                                           |
| 2018 | Vildheks            |                         |                                           |

### Serier
| År          | Titel            | Rolle                                                 | Noter        |
| ----------- | ---------------- | ----------------------------------------------------- | ------------ |
| 1997 - 1999 | TAXA             | Dobbeltrolle som tvillingesøstrene Camilla og Cecilie |              |
| 2000 - 2004 | Rejseholdet      | Psykologen Helene Fenger                              |              |
| 2005        | Julie            | Lulus mor                                             |              |
| 2006        | Danni            | Helene                                                |              |
| 2007 - 2009 | 2900 Happiness   | Psykoterapeuten Hanne Skovgaard, Frejas mor           |              |
| 2012        | Forbrydelsen III | Skoleinspektør                                        |              |
| 2014        | Tidsrejsen       | Esther, Sofies mormor (Måneskin)                      | Julekalender |
| 2015        | Heartless        | Lægesekretær                                          |              |
| 2016        | Mit 50/50 liv    | Anita                                                 |              |
| 2016        | Bedrag           | Jordemoder                                            |              |
| 2017        | Gidseltagningen  | Karin Hallberg                                        |              |
| 2017        | Mercur           | Flemmings mor, Tove Vestergaard                       |              |
| 2018        | Sygeplejeskolen  | Fru Foldberg-Hansen                                   |              |
| 2018        | Advokaten        | Iben                                                  |              |
| 2020        | Equinox          | Isobel                                                |              |

## Pris og hæder
- 2015: Bodilprisen for Bedste kvindelige birolle, biologen Gerd i Klumpfisken.[4]